# الکسی رودریگز
الکسی رودریگز (انگلیسی: Alexei Rodriguez؛ زادهٔ) موسیقی‌دان اهل ایالات متحده آمریکا است.